# 朱顯榕

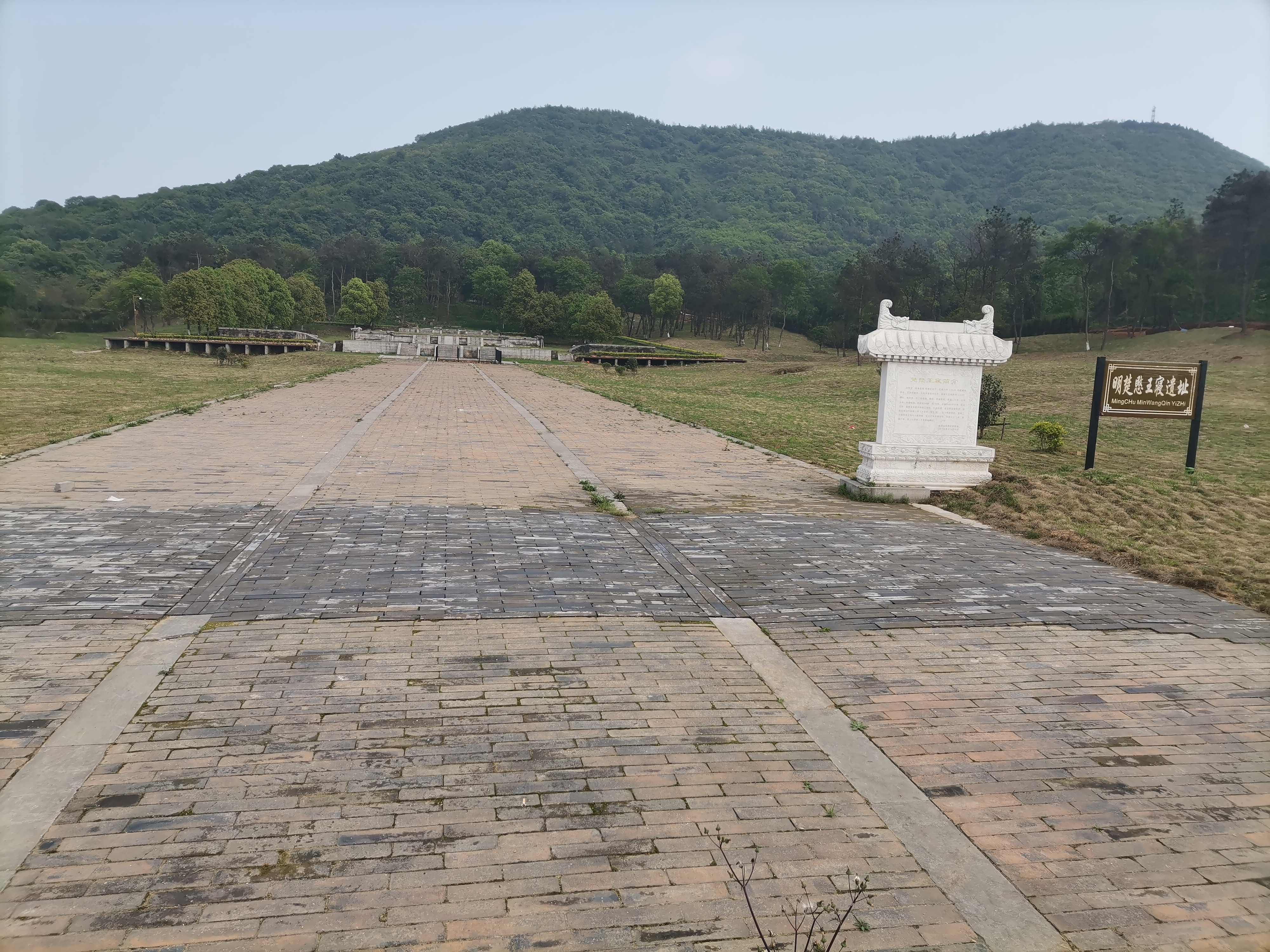
武汉龙泉山楚愍王寝遗址

楚愍王朱顯榕（1506年—1545年1月30日），明朝第七代楚王，端王朱榮㳦的庶第一子，母亲为楚端王次妃。他在嘉靖六年（1527年）受封長樂王，後於嘉靖十五年（1536年）晉封楚王，嘉靖二十四年被子朱英燿所弑，在位九年。

## 楚藩宫变
朱显榕之子朱英燿，與楚王宫人私通，又勾結王府吏刘金，以與显榕爭奪妓女，显榕得知后，欲治罪刘金，刘金遂与英燿密谋为逆。
嘉靖二十四年（1545年）正月十八日，英燿在武昌楚王府世子所张灯置酒，邀父显榕赴宴，在西室别宴叔父武冈王朱显槐。酒宴時設法毒殺显榕，不成功。刘金自座后出来，用金瓜锤杀显榕。显槐闻声而至，试图阻拦，被击伤，后逃出王府，幸免。
英燿向朝廷報告：朱显榕中風而死。朱显榕的侍从朱贵逃出王府，将此事告诉湖广巡抚及按察使。朱英燿惶恐，上疏奏辩，并逼显阳王朱显休代为保奏。通山王朱英炊不从，上疏告朱英燿弒父之事。
明世宗遣中官和驸马邬景和、侍郎喻茂坚前往武昌审讯朱英燿，英燿認罪，被送往北京，当年九月诏告太庙后处死，焚尸扬灰。刘金等人伏诛，護軍徐景榮等三十六人被凌遲，長史孫立等被斬殺。显阳王朱显休俸禄革去十分之三。
根據當時一些史料《萬曆野獲編》、《戒庵老人漫筆》的說法，朱英燿之所以弒父，主要是因為朱显榕意圖逼迫朱英燿讓出世子之位，給显榕的幼子朱英㷿，英燿為了自保，只好痛下毒手。

## 家庭

### 高祖父
楚莊王朱孟烷

### 曾祖父
東安恭定王朱季塛

### 祖父
楚靖王朱均鈋

### 父
楚端王朱榮㳦

### 兄弟
- 庶二弟：保康榮康王朱顯樟
- 庶三弟：武岡王朱顯槐

### 子
- 庶一子：朱英燿
- 庶三子：楚恭王朱英㷿

| 無 原因：明政府封之   | 明長樂國國王 1527年－1536年 | 無 原因：襲封楚國，封國廢除 |
| 前任者： 父端王朱榮㳦 | 明楚國國王 1536年－1545年   | 繼任： 子恭王朱英㷿         |